# Flugplatz Santa Cruz

i7
i11
i13
Der Flugplatz Santa Cruz (portugiesisch: Aeródromo Municipal de Santa Cruz, ICAO-Code: LPSC) ist ein Flugplatz nahe der Ortschaft Praia de Santa Cruz in der Gemeinde Silveira in Portugal. Er ist ungefähr 30 Autominuten von der Kreisstadt Torres Vedras entfernt und wird von Sport- und Privatflugzeugen genutzt. Der Flugverein Aeroclube de Torres Vedras ist hier beheimatet.